# Тхеквондо (фільм)
«Тхеквондо» (ісп. Taekwondo) — аргентинський фільм-драма 2016 року, поставлений режисерами Марко Бергером і Мартіном Фаріною. Світова прем'єра стрічки відбулася 16 квітня 2016 року на кінофестивалі в Буенос-Айресі. У жовтні 2016 року фільм брав участь у конкурсній програмі ЛГБТ-фільмів Сонячний зайчик на 46-му Київському міжнародному кінофестивалі «Молодість» та отримав нагороду як найкращий фільм програми.

## Сюжет
Фернандо проводить літню відпустку з сімома друзями дитинства на своїй віллі в Есейса (Великий Буенос-Айрес). Він вирішив запросити на відпочинок новачка, одного зі своїх колег з тхеквондо на ім'я Герман, який є геєм, про що друзі хазяїна вілли не знають. Поки чоловіки відпочивають у басейні, п'ють алкоголь, курять і розповідають один одному найпотаємніші інтимні подробиці свого життя, демонструючи грайливу свободу, наче діти в таборі відпочинку, Фернандо і Герман сильно бажають залишитися на самоті.

## У ролях
- Габріель Епштейн — Герман
- Лукас Папа — Фернандо
- Ніколас Барсофф — Лучо
- Франциско Бертін — Лео
- Артуро Фрутос — Максі
- Андрес Кавальда — Хуан
- Хуан Мануель Мартіно — Феде
- Даріо Міно — Томас
- Гастон Ре — Дієго

## Знімальна група
- Автор сценарію — Марко Бергер
- Режисер-постановник — Марко Бергер
- Виконавчі продюсери — Вероніка Арґенсіо, Марко Бергер, Мартін Фаріна
- Композитор — Педро Іруста
- Оператор — Мартін Фаріна
- Монтаж — Марко Бергер
- Артдиректор — Марко Бергер

## Визнання
| Рік  | Кінофестиваль/кінопремія                             | Категорія/нагорода    | Номінант     | Результат |
| ---- | ---------------------------------------------------- | --------------------- | ------------ | --------- |
| 2016 | 46-й Київський міжнародний кінофестиваль «Молодість» | Приз Сонячний зайчик  | Melhor Filme | Перемога  |
| 2017 | Guadalajara International Film Festival              |                       | Melhor Filme | Номінація |
| 2017 | Argentinean Film Critics Association Awards          | Melhor Ator Revelação | Lucas Papa   | Номінація |